# Pacheco de Melo
Pacheco de Melo é uma comuna da província de Córdoba, na Argentina.